# Молде
Мо̀лде (на норвежки: Molde) е град и едноименна община в Централна Норвегия. Разположен е на брега на Норвежко море във фиорда Молдефьор, фюлке Мьоре ог Ромсдал на около 380 km северно от столицата Осло. Първите сведения за града датират от 15 век. Получава статут на община на 1 януари 1838 г. Има пристанище. Известен със своите джазови фестивали. Население около 19 200 жители според данни от преброяването към 1 януари 2008 г.

## Спорт
Представителният футболен отбор на града носи името ФК Молде. Играл е в най-горните две нива на норвежкия футбол.

## Побратимени градове
- Бурос, Швеция
- Вайле, Дания
- Микели, Финландия
- Ческа Липа, Чехия